# Sándor Giesswein
Sándor Giesswein (gisvejn), född 4 februari 1856 i Tata, död 15 november 1923 i Budapest, var en ungersk kyrkoman, prelat, esperantist, socialreformist och politiker.
Giesswein blev teologie doktor 1880, och var därefter lärare i katolska seminarier. Han tilldelades 1909 av påven prelats rang. Giesswein var en av grundarna av det kristen-socialistiska partiet. Giesswein var från 1910 medlem av representantkammaren och en ivrig fredsvän.
Förutom de teologiska studierna intresserade han sig mycket för bland annat filologi och sociologi, och var en pionjär inom pacifismen, feminismen och andra sociala reformrörelser.
Giesswein var esperantist och blev 1911 ordförande för Ungerns esperantoförbund, vilket han förblev fram till sin död. Han tillhörde ledningen i flera internationella esperantoföreningar och föreläste om esperanto i flera ungerska städer. Han förordade flera gånger esperanto i parlamentet – första gången 1911 – och på världsesperantokongresserna i Antwerpen 1911 och Krakow 1912 representerade han Ungerns utbildningsminister. På vissa kongresser firade han mässa och predikade på esperanto.
Enligt EdE lärde han ut esperanto till en kvinnlig släkting kvällen innan han dog.